# Sì Lở Lầu
Sì Lở Lầu là một xã thuộc huyện Phong Thổ, tỉnh Lai Châu, Việt Nam.

## Địa lý
Sì Lở Lầu là xã vùng cao nằm ở cực bắc của huyện Phong Thổ và tỉnh Lai Châu, cách trung tâm huyện khoảng 80 km theo đường bộ, có vị trí địa lý:
- Phía nam giáp xã Vàng Ma Chải và xã Mồ Sì San
- Các phía còn lại giáp Trung Quốc.

Bên kia biên giới là trấn Kim Hà (金河) và hương Mãnh Kiều (勐桥) thuộc huyện Kim Bình, châu Hồng Hà, tỉnh Vân Nam.
Xã Sì Lở Lầu có diện tích 57,06 km², dân số năm 2019 là 6.237 người, mật độ dân số đạt 109 người/km².

## Lịch sử
Tên gọi Sì Lở Lầu, theo tiếng Quan Hỏa của người Dao - sắc tộc bản địa, có nghĩa là "mười hai con dốc".
Đầu thế kỷ 20 (khoảng 1920-1930), vùng đất xã Sì Lở Lầu hiện nay mang tên là xã Si Lu Lao thuộc trung tâm hành chính Phong Thổ của châu Thủy Vĩ, tỉnh Lào Kay, xứ Bắc Kỳ, Liên bang Đông Dương thuộc Pháp.
Địa bàn xã Sì Lở Lầu hiện nay trước đây vốn là hai xã Sì Lở Lầu và Ma Li Chải thuộc huyện Phong Thổ.
Trước khi sáp nhập, xã Sì Lở Lầu có diện tích 47,42 km², dân số là 4.204 người, mật độ dân số đạt 89 người/km². Xã Ma Li Chải có diện tích 9,64 km², dân số là 2.033 người, mật độ dân số đạt 211 người/km².
Ngày 10 tháng 1 năm 2020, Ủy ban Thường vụ Quốc hội ban hành Nghị quyết số 866/NQ-UBTVQH14 về việc sắp xếp các đơn vị hành chính cấp huyện, cấp xã thuộc tỉnh Lai Châu (nghị quyết có hiệu lực từ ngày 1 tháng 2 năm 2020). Theo đó, sáp nhập toàn bộ diện tích và dân số của xã Ma Li Chải vào xã Sì Lở Lầu.